# Луїджі Ріва (хокеїст)
Луїджі Ріва (італ. Luigi Riva; 13 травня 1968) — швейцарський хокеїст, захисник. 
Вихованець хокейної школи ХК «Амбрі-Піотта». Виступав за ХК «Амбрі-Піотта», ХК «Лугано», ХК «Ла-Шо-де-Фон».
У складі національної збірної Швейцарії учасник чемпіонату світу 1992. У складі молодіжної збірної Швейцарії учасник чемпіонату світу 1987.